# Curva tautocrônica

Quatro pontos deslizam sobre uma ciclóide, de diferentes posições, porém alcançam todas o vértice (ponto de mínimo) ao mesmo tempo. As setas azuis mostram a aceleração dos pontos ao longo da curva. Acima está o diagrama posição-tempo

Objeto representando uma curva tautocrônica

Uma tautocrônica ou Curva isocrônica é a curva na qual o tempo gasto por um objeto para deslizar sem fricção em gravidade uniforme até seu ponto de mínimo é independente de seu ponto de partida. A curva dada é uma ciclóide, e o tempo é igual a π vezes a raiz quadrada do raio sobre a aceleração da gravidade.

## O Problema Tautocrônico
O Problema Tautocrônico, ou melhor dizendo, a tentativa de identificar essa curva, foi resolvido por  Christiaan Huygens em 1659. Ele provou geometricamente em seu livro Horologium oscillatorium, originalmente publicado em 1673, que essa curva se tratava de uma ciclóide.
"Numa ciclóide cujo eixo se encontra na perpendicular cujo vértice se encontra em um ponto mínimo, os tempos de descida, nos quais os corpos chegam ao ponto mais baixo após partirem de um ponto qualquer da ciclóide, são iguais uns aos outros..."
Esta solução foi utilizada mais tarde para resolver o problema da Curva Braquistocrônica.  Jakob Bernoulli resolveu o problema usando cálculo apresentando o resultado em seu projeto (Acta Eruditorum, 1690) onde se viu pela primeira vez a publicação da expressão integral.
O problema da tautocronia foi melhor estudado quando se percebeu que um pêndulo, que descreve uma trajetória de movimento circular, não era isocrônico e portanto esse mesmo pêndulo manteria diferentes marcações de tempo de acordo com a distância do balanço pendular. A fim de determinar o percurso correto para a marcação exata do tempo, Christiaan Huygens procurou criar relógio de pêndulo que usassem uma corrente para suspender o bob and curb cheeks próximos ao cimo da corrente para alterer o padrão da curva tautócrona. Estas tentativas mostraram-se inúteis por várias razões. Em primeiro lugar porque  a corrente possui fricção, alterando a contagem de tempo; além disso existem uma quantidade significativa de erros que que se sobrepõem a quaisquer melhorias teóricas que se fizesse sobre o estudo do movimento na curva. E finalmente, o "erro circular" de um pêndulo diminui a medida que seu balanço também diminui, o que pelo escape do relógio pode reduzir grandemente essa fonte de inacuracidade.
Mais tarde, matemáticos como Joseph Louis Lagrange e Leonhard Euler procuraram por uma solução analítica do problema.

## Solução de Lagrange
Se a posição de uma partícula é parametrizada pelo comprimento de arco s(t) do ponto de mínimo, a energia cinética é proporcional a {\displaystyle \scriptstyle {\dot {s}}^{2}}. A energia potencial é proporcional à altura y(s). E para que seja considerada uma curva isocrônica, o Lagrangiano deve ser como um Oscilador harmônico simples: a altura da curva deve ser proporcional ao comprimento de arco ao quadrado (arclength squared).
{\displaystyle y(s)=s^{2}\,}
Onde a constante de proporcionalidade é fixado em 1 através da substituição das unidades de comprimentos.
A forma diferencial desta relação é
{\displaystyle dy=2sds\,}
{\displaystyle dy^{2}=4s^{2}ds^{2}=4y(dx^{2}+dy^{2})\,}
Assim eliminamos a variável s, e obtemos uma equação diferencial em termos de dx e dy. Para encontrar a solução, integramos para x em função de y:
{\displaystyle {dx \over dy}={{\sqrt {1-4y}} \over 2{\sqrt {y}}}\,}
{\displaystyle x=\int {\sqrt {1-4u^{2}}}du}
Onde {\displaystyle \scriptstyle u={\sqrt {y}}}. Esta integral é a área sob um círculo que pode ser cortado em um triângulo e uma cunha circular:
{\displaystyle x={1 \over 2}u{\sqrt {1-4u^{2}}}+{1 \over 4}\sin ^{-1}(2u)\,}
{\displaystyle y=u^{2}\,}
Para ver que isso corresponde a uma ciclóide estranhamente parametrizada, variáveis de mudança para separar as partes transcendental e algébricas: definem o ângulo {\displaystyle \theta =\sin ^{-1}(2u)}.
{\displaystyle 8x=2\sin(\theta )cos(\theta )+2\theta =\sin(2\theta )+2\theta \,}
{\displaystyle 8y=2\sin(\theta )^{2}=1-\cos(2\theta )\,}
que é a parametrização padrão, exceto para a escala de x, y {\displaystyle \theta }.

## Resolvendo a "Gravidade Virtual"
Talvez a solução mais simples para o problema tautocrônico é observar uma relação direta entre o ângulo de inclinação e da gravidade sentida por uma partícula sobre a inclinação. Uma partícula em um 90 ° de inclinação vertical sente o efeito total da gravidade, enquanto uma partícula sobre um plano horizontal, sente-se sem gravidade. Em ângulos intermédiários, a gravidade "virtual" sentida pela partícula é {\displaystyle g\sin \theta \,}. O primeiro passo é encontrar uma gravidade "virtual" que produz o comportamento desejado.
A "gravidade virtual" necessária para a curva tautocrônica é simplesmente proporcional à distância restante a ser percorrida, que admite uma solução simples:
{\displaystyle {\frac {d^{2}s}{{dt}^{2}}}=-k^{2}s}
{\displaystyle s=A\cos kt\,}
Ele pode ser facilmente verificado tanto que esta solução resolve a equação diferencial e que uma partícula atingirá {\displaystyle s=0\,} a um tempo {\displaystyle {\frac {\pi }{2k}}} de qualquer altura a partir {\displaystyle A\,}.  O problema agora é a construção de uma curva que vai produzir uma gravidade "virtual" proporcional à distância restante para viajar, ou seja, uma curva que satisfaz:
{\displaystyle g\sin \theta =-k^{2}s\,}
A aparência explícita da distância remanescente é problemática, mas podemos aplicar a derivada e obter uma forma mais manuseável:
{\displaystyle g\cos \theta d\theta =-k^{2}ds\,}
or
{\displaystyle ds=-{\frac {g}{k^{2}}}\cos \theta d\theta \,}
Essa equação mostra a mudança do ângulo da curva de acordo com a distância percorrida ao longo dela mesma. Aplicamos agora o Teorema de Pitágoras, pelo fato da descida da curva ser igual a tangente de seu ângulo, e algumas identidades trigonométricas para obtermos {\displaystyle ds} em função de {\displaystyle dx}:
{\displaystyle {\begin{matrix}ds^{2}&=&dx^{2}+dy^{2}\\\ &=&\left(1+\left({\frac {dy}{dx}}\right)^{2}\right)dx^{2}\\\ &=&(1+\tan ^{2}\theta )dx^{2}\\\ &=&\sec ^{2}\theta dx^{2}\\ds&=&\sec \theta dx\end{matrix}}}
Substituindo isso na primeira equação diferencial nos permite solucionar para {\displaystyle x} em função de {\displaystyle \theta }:
{\displaystyle {\begin{matrix}ds&=&-{\frac {g}{k^{2}}}\cos \theta d\theta \\\sec \theta \ dx&=&-{\frac {g}{k^{2}}}\cos \theta d\theta \\dx&=&-{\frac {g}{k^{2}}}\cos ^{2}\theta d\theta \\&=&-{\frac {g}{2k^{2}}}\left(\cos 2\theta +1\right)d\theta \\x&=&-{\frac {g}{4k^{2}}}\left(\sin 2\theta +2\theta \right)+C_{x}\end{matrix}}}
Da mesma maneira, podemos expressar {\displaystyle dx} em função de {\displaystyle dy} e resolver para {\displaystyle y} em função de {\displaystyle \theta }:
{\displaystyle {\begin{matrix}{\frac {dy}{dx}}&=&\tan \theta \\dx&=&\cot \theta dy\\\cot \theta dy&=&-{\frac {g}{k^{2}}}\cos ^{2}\theta d\theta \\dy&=&-{\frac {g}{k^{2}}}\sin \theta \cos \theta d\theta \\&=&-{\frac {g}{2k^{2}}}\sin 2\theta d\theta \\y&=&{\frac {g}{4k^{2}}}\cos 2\theta +C_{y}\end{matrix}}}
Substituindo {\displaystyle \phi =-2\theta \,} e {\displaystyle r={\frac {g}{4k^{2}}}\,}, vemos que essas equações para {\displaystyle x} e {\displaystyle y} são aquelas que correspondem a um círculo rolando sobre uma linha horizontal — um ciclóide:
{\displaystyle {\begin{matrix}x&=&r(\sin \phi +\phi )+C_{x}\\y&=&r(\cos \phi )+C_{y}\end{matrix}}}
Aplicando-se para {\displaystyle k} e recordando que {\displaystyle T={\frac {\pi }{2k}}} é o tempo necessário para a descida, descobrimos o tempo de descida em função do raio {\displaystyle r}:
{\displaystyle {\begin{matrix}r&=&{\frac {g}{4k^{2}}}\\k&=&{\frac {1}{2}}{\sqrt {\frac {g}{r}}}\\T&=&\pi {\sqrt {\frac {r}{g}}}\end{matrix}}}
(Baseado parcialmente em Proctor, pp. 135-139)

## Solução de Abel
Abel pesquisou com afinco uma versão geral do problema da tautocrônica (Problema Mecânico de Abel), nominalmente, dado à função {\displaystyle T(y)} que especifica o tempo total de descida para uma dada altura inicial, encontrando-se  uma equação que nos fornece a solução.  O problema da Tautocrônica é um caso especial do problema mecânico de Abel, quando {\displaystyle T(y)} é uma constante.
A solução de Abel começa com o Princípio da Conservação de energia — como a partícula se move sem fricção, e portanto não perde energia (não a transforma em calor), sua energia cinética em qualquer ponto é exatamente igual à diferença da energia potencial em seu ponto inicial.A energia cinética é {\displaystyle {\frac {1}{2}}mv^{2}}, e como a partícula está restrita a mover-se sobre a curva, sua velocidade é simplesmente {\displaystyle {\frac {ds}{dt}}}, onde {\displaystyle s} é a distância medida ao longo da curva. Da mesma forma, a Energia Potencial Gravitacional ganha ao longo da queda desde a altura inicial {\displaystyle y_{0}\,} até a altura {\displaystyle y\,} é {\displaystyle mg(y_{0}-y)\,}, então:
{\displaystyle {\begin{matrix}{\frac {1}{2}}m\left({\frac {ds}{dt}}\right)^{2}&=&mg(y_{0}-y)\\{\frac {ds}{dt}}&=&\pm {\sqrt {2g(y_{0}-y)}}\\dt&=&\pm {\frac {ds}{\sqrt {2g(y_{0}-y)}}}\\dt&=&-{\frac {1}{\sqrt {2g(y_{0}-y)}}}{\frac {ds}{dy}}dy\\\end{matrix}}}
Na última equação, tinhamos antecipado a escrita da distância remanescente na curva como uma função da altura ({\displaystyle s(y)\,}), tendo em vista que a distância deve diminuir conforme o tempo aumenta (por isso o sinal negativo), e aplicamos a Regra da Cadeia da forma {\displaystyle ds={\frac {ds}{dv}}dv}.
Agora, integramos de {\displaystyle y=y_{0}} até {\displaystyle y=0} para obter o tempo total necessário para  a partícula cair:
{\displaystyle T(y_{0})=\int _{y=y_{0}}^{y=0}\,dt={\frac {1}{\sqrt {2g}}}\int _{0}^{y_{0}}{\frac {1}{\sqrt {y_{0}-y}}}{\frac {ds}{dy}}dy\,}
Esta é a equação integral de Abel e nos permite computar o tempo total para o deslocamento total da partícula sobre uma curva dada (´para a qual {\displaystyle {\frac {ds}{dy}}} seja facilmente calculado).  No entanto o problem mecânico de Abel requer uma conversão — dada por  {\displaystyle T(y_{0})\,}, que desejamos solucionar {\displaystyle {\frac {ds}{dy}}}, da qual uma equação se apresentaria da maneira a seguir. Para continuarmos, verificamos que a integral à direita é a  convolução da {\displaystyle {\frac {ds}{dy}}} com {\displaystyle {\frac {1}{\sqrt {y}}}} e então aplicar a transformada de Laplace de ambos os lados:
{\displaystyle {\mathcal {L}}[T(y_{0})]={\frac {1}{\sqrt {2g}}}{\mathcal {L}}\left[{\frac {1}{\sqrt {y}}}\right]{\mathcal {L}}\left[{\frac {ds}{dy}}\right]}
Como {\displaystyle {\mathcal {L}}\left[{\frac {1}{\sqrt {y}}}\right]={\sqrt {\pi }}z^{-{\frac {1}{2}}}}, temos agora uma expressão para a Transformada de Laplace para {\displaystyle {\frac {ds}{dy}}} dada em termos da {\displaystyle T(y_{0})\,}Transformação de Laplace:
{\displaystyle {\mathcal {L}}\left[{\frac {ds}{dy}}\right]={\sqrt {\frac {2g}{\pi }}}z^{\frac {1}{2}}{\mathcal {L}}[T(y_{0})]}
Isto é o mais longe que podemos chegar sem especificar {\displaystyle T(y_{0})\,}.  Uma vez que {\displaystyle T(y_{0})\,} é dada, podemos determinar sua transformada de Laplace, calculá-la {\displaystyle {\frac {ds}{dy}}} e então tomar sua inversa (ou ao menos tentar) para encontrar {\displaystyle {\frac {ds}{dy}}}.
Para o Problema Tautocrônico, {\displaystyle T(y_{0})=T_{0}\,} é constante.  Temos que a Transformada de Laplace de 1 é {\displaystyle {\frac {1}{z}}}, obtemos:
{\displaystyle {\begin{matrix}{\mathcal {L}}\left[{\frac {ds}{dy}}\right]&=&{\sqrt {\frac {2g}{\pi }}}z^{\frac {1}{2}}{\mathcal {L}}[T_{0}]\\&=&{\sqrt {\frac {2g}{\pi }}}T_{0}z^{-{\frac {1}{2}}}\\\end{matrix}}}
Aplicando-se novamente a Transformação de Laplace, invertemos a transformada e obtemos:
{\displaystyle {\frac {ds}{dy}}=T_{0}{\frac {\sqrt {2g}}{\pi }}{\frac {1}{\sqrt {y}}}}
Pode-se demonstrar que a ciclóide obedece a esta equação.
(Simmons, Section 54).

## Outros arquivos
- Curva Tautócrona
- Rampa Tautócrona